# Kwartiermaker

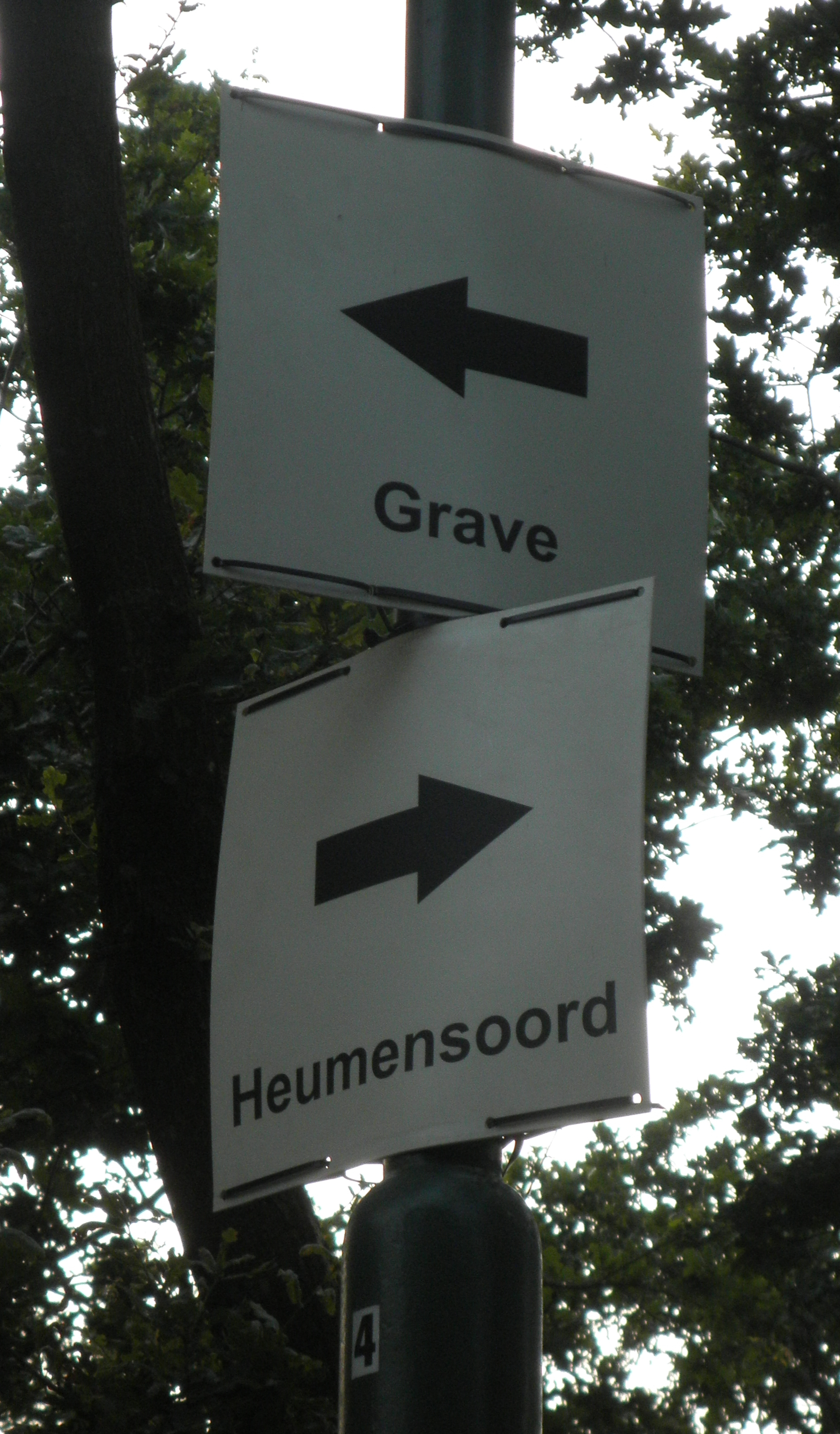
Bewegwijzering voor kwartiermakers Tentenkamp Heumensoord (Internationale Vierdaagse Afstandmarsen Nijmegen) - Complex Grave-Driehuis vice versa. Op het Complex ligt materiaal opgeslagen ten behoeve van het Tentenkamp.

Kwartiermaker is van oorsprong een militaire term voor troepen die vooruit worden gestuurd om voorbereidingen te treffen voordat de tros van de militairen arriveert.
In algemene zin is een kwartiermaker een voorloper of wegbereider, iemand die is belast met de voorbereiding, organisatie of inrichting van een nieuw verblijf of onderneming.
Het woord kwartier heeft onder andere de betekenis: tijdelijke verblijfplaats van militairen.